# Alfred Schlya

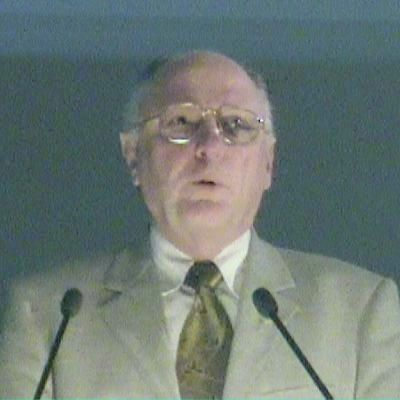
Alfred Schlya (2002)

Alfred Paul Egon Schlya (* 25. Oktober 1935 in Hettstedt) ist ein deutscher Schachfunktionär.
Er war von 1993 bis 2001 Präsident des Schachbundes Nordrhein-Westfalen und ist heute dessen
Ehrenpräsident.
Er ist ebenfalls Ehrenpräsident des Oberhausener Schachverein 1887 e. V., welchem er 1951 beitrat. Er organisierte die Europa-Mannschaftsmeisterschaft im Schach 1961 beim OSV 1887 in Oberhausen. Als Spieler wurde er 1973 mit dem OSV 1887 Bundesklassenmeister. Alfred Schlya war maßgeblich mitverantwortlich, dass Schach gemeinnützig wurde.
Im Jahr 2001 wurde Alfred Schlya zum Präsidenten des Deutschen Schachbundes gewählt.
Beim Bundeskongress 2007 kandidierte er nicht zur Wiederwahl und wurde zum Ehrenpräsidenten ernannt. Sein Nachfolger im Amt des DSB-Präsidenten wurde Robert K. von Weizsäcker.
Im Jahre 1994 erhielt er das Bundesverdienstkreuz am Bande. Im Jahre 2014 erhielt er für 60 Jahre ehrenamtliche Tätigkeit im Stadtsportbund Oberhausen den Ehrenring der Stadt Oberhausen sowie die silberne Ehrennadel des Landessportbundes Nordrhein-Westfalen.